# 11871 Norge
A 11871 Norge (ideiglenes jelöléssel 1989 TP7) a Naprendszer kisbolygóövében található aszteroida. Eric Walter Elst fedezte fel 1989. október 7-én.